# 조길형 (1962년)
조길형(趙吉衡, 1962년 12월 8일~)은 대한민국의 경찰공무원 출신 정치인이다. 제36·37·38대 충청북도 충주시장이다.

## 학력
- 충주예성초등학교(24회)
- 충주중학교(34회)
- 청주신흥고등학교(1회)
- 경찰대학 행정학 학사(1기)
- 한양대학교 지방자치대학원 지방경찰행정학 석사
- 숭실대학교 대학원 법학과 법학 박사

## 경력
- 1992년: 울산경찰서 보안과장
- 1994년~1996년: 서울지방경찰청
- 1999년: 경찰대학 근무(총경)
- 2000년: 강원 횡성경찰서장
- 2001년: 경찰청 기획정보5과장
- 2002년 7월~2003년 3월: 수원남부경찰서장
- 2003년: 대통령비서실 치안비서관실 선임행정관
- 2004년 7월~2005년 2월: 서울 남대문경찰서장
- 2005년: 행정자치부 자치경찰추진단
- 2006년: 서울지방경찰청
- 2007년: 경찰대학 (경무관)
- 2007년: 경기지방경찰청
- 2008년: 중앙공무원교육원 교육파견
- 2009년: 경찰청 감사관
- 2010년: 제20대 충남지방경찰청 청장
- 2010년: 경찰청 기획조정관
- 2011년 11월~2012년 10월: 제25대 강원지방경찰청 청장
- 2012년 10월~2013년 4월: 경찰교육원장
- 2013년 4월~2013년 9월: 제35대 중앙경찰학교 교장
- 2013년~2014년: 안전행정부 소청심사위원회 상임위원
- 경찰대학교 총동문회장
- 새누리당 충북도당 충주시 당협위원회 부위원장
- 2014년 7월~: 제36·37·38대 충청북도 충주시장(3선, 민선 6·7·8기)
- 2017년 7월~2018년 6월: 전국시장구청장군수협의회 지역공동부회장 및 충청북도시장군수협의회 회장
- 2022년 9월~2024년 6월: 충청북도시장군수협의회 회장 겸 대한민국 시장·군수·구청장 협의회 공동 부회장
- 2024년 6월~:유네스코 국제무예센터 이사장

## 역대 선거 결과
|  | 51.82% |

|  | 50.66% |

|  | 58.02% |